# Брунера — Новотного тема (Брунера — Плахутти тема)
Те́ма Брунера — Новотного — тема в шаховій композиції. Суть теми — взаємне перекриття двох різноходячих фігур з жертвою білої фігури на полі перетину дії цих фігур з подальшим відволікання перекриваючої фігури.

## Історія

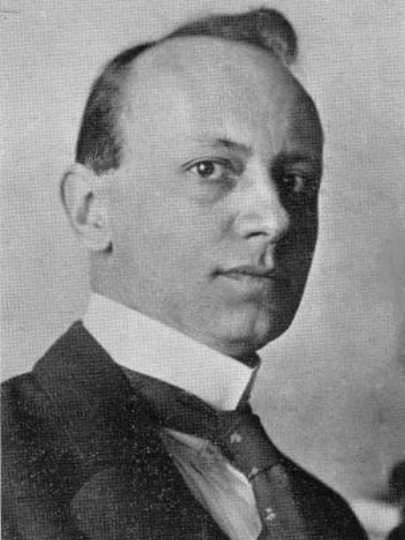
Еріх Брунер

Цю ідею запропонував у 1912 році швейцарський шаховий композитор Еріх Брунер (11.12.1885—16.05.1938), він також був і німецьким шаховим композитором. Еріх Брунер зацікавився ідеєю перекриття Новотного і знайшов інший підхід для її вираження.
В рішенні задачі на поле перетину дії різноходячих фігур жертвується біла фігура, після прийняття жертви однією з тематичних фігур, білі відволікають цю фігуру, як в перекритті Плахутти і проходить мат.
Ідея дістала дві назви, які в різних виданнях по́різно використовуються: оскільки жертвується біла фігура на поле перетину дії чорних фігур, як в перекритті Новотного — тема Брунера — Новотного, оскільки після настання перекриття відволікається фігура, яка перекрила, як в ідеї Плахутти — тема Брунера — Плахутти.
|   | a | b | c | d | e | f | g | h |   |
| 8 | f8 білий слон · f7 чорний пішак · f6 чорний король · g5 чорний пішак · h5 білий король · c4 білий кінь · b3 біла тура · g3 біла тура · h3 білий слон · c2 білий кінь · c1 чорний слон · e1 чорна тура | f8 білий слон · f7 чорний пішак · f6 чорний король · g5 чорний пішак · h5 білий король · c4 білий кінь · b3 біла тура · g3 біла тура · h3 білий слон · c2 білий кінь · c1 чорний слон · e1 чорна тура | f8 білий слон · f7 чорний пішак · f6 чорний король · g5 чорний пішак · h5 білий король · c4 білий кінь · b3 біла тура · g3 біла тура · h3 білий слон · c2 білий кінь · c1 чорний слон · e1 чорна тура | f8 білий слон · f7 чорний пішак · f6 чорний король · g5 чорний пішак · h5 білий король · c4 білий кінь · b3 біла тура · g3 біла тура · h3 білий слон · c2 білий кінь · c1 чорний слон · e1 чорна тура | f8 білий слон · f7 чорний пішак · f6 чорний король · g5 чорний пішак · h5 білий король · c4 білий кінь · b3 біла тура · g3 біла тура · h3 білий слон · c2 білий кінь · c1 чорний слон · e1 чорна тура | f8 білий слон · f7 чорний пішак · f6 чорний король · g5 чорний пішак · h5 білий король · c4 білий кінь · b3 біла тура · g3 біла тура · h3 білий слон · c2 білий кінь · c1 чорний слон · e1 чорна тура | f8 білий слон · f7 чорний пішак · f6 чорний король · g5 чорний пішак · h5 білий король · c4 білий кінь · b3 біла тура · g3 біла тура · h3 білий слон · c2 білий кінь · c1 чорний слон · e1 чорна тура | f8 білий слон · f7 чорний пішак · f6 чорний король · g5 чорний пішак · h5 білий король · c4 білий кінь · b3 біла тура · g3 біла тура · h3 білий слон · c2 білий кінь · c1 чорний слон · e1 чорна тура | 8 |
| 7 | f8 білий слон · f7 чорний пішак · f6 чорний король · g5 чорний пішак · h5 білий король · c4 білий кінь · b3 біла тура · g3 біла тура · h3 білий слон · c2 білий кінь · c1 чорний слон · e1 чорна тура | f8 білий слон · f7 чорний пішак · f6 чорний король · g5 чорний пішак · h5 білий король · c4 білий кінь · b3 біла тура · g3 біла тура · h3 білий слон · c2 білий кінь · c1 чорний слон · e1 чорна тура | f8 білий слон · f7 чорний пішак · f6 чорний король · g5 чорний пішак · h5 білий король · c4 білий кінь · b3 біла тура · g3 біла тура · h3 білий слон · c2 білий кінь · c1 чорний слон · e1 чорна тура | f8 білий слон · f7 чорний пішак · f6 чорний король · g5 чорний пішак · h5 білий король · c4 білий кінь · b3 біла тура · g3 біла тура · h3 білий слон · c2 білий кінь · c1 чорний слон · e1 чорна тура | f8 білий слон · f7 чорний пішак · f6 чорний король · g5 чорний пішак · h5 білий король · c4 білий кінь · b3 біла тура · g3 біла тура · h3 білий слон · c2 білий кінь · c1 чорний слон · e1 чорна тура | f8 білий слон · f7 чорний пішак · f6 чорний король · g5 чорний пішак · h5 білий король · c4 білий кінь · b3 біла тура · g3 біла тура · h3 білий слон · c2 білий кінь · c1 чорний слон · e1 чорна тура | f8 білий слон · f7 чорний пішак · f6 чорний король · g5 чорний пішак · h5 білий король · c4 білий кінь · b3 біла тура · g3 біла тура · h3 білий слон · c2 білий кінь · c1 чорний слон · e1 чорна тура | f8 білий слон · f7 чорний пішак · f6 чорний король · g5 чорний пішак · h5 білий король · c4 білий кінь · b3 біла тура · g3 біла тура · h3 білий слон · c2 білий кінь · c1 чорний слон · e1 чорна тура | 7 |
| 6 | f8 білий слон · f7 чорний пішак · f6 чорний король · g5 чорний пішак · h5 білий король · c4 білий кінь · b3 біла тура · g3 біла тура · h3 білий слон · c2 білий кінь · c1 чорний слон · e1 чорна тура | f8 білий слон · f7 чорний пішак · f6 чорний король · g5 чорний пішак · h5 білий король · c4 білий кінь · b3 біла тура · g3 біла тура · h3 білий слон · c2 білий кінь · c1 чорний слон · e1 чорна тура | f8 білий слон · f7 чорний пішак · f6 чорний король · g5 чорний пішак · h5 білий король · c4 білий кінь · b3 біла тура · g3 біла тура · h3 білий слон · c2 білий кінь · c1 чорний слон · e1 чорна тура | f8 білий слон · f7 чорний пішак · f6 чорний король · g5 чорний пішак · h5 білий король · c4 білий кінь · b3 біла тура · g3 біла тура · h3 білий слон · c2 білий кінь · c1 чорний слон · e1 чорна тура | f8 білий слон · f7 чорний пішак · f6 чорний король · g5 чорний пішак · h5 білий король · c4 білий кінь · b3 біла тура · g3 біла тура · h3 білий слон · c2 білий кінь · c1 чорний слон · e1 чорна тура | f8 білий слон · f7 чорний пішак · f6 чорний король · g5 чорний пішак · h5 білий король · c4 білий кінь · b3 біла тура · g3 біла тура · h3 білий слон · c2 білий кінь · c1 чорний слон · e1 чорна тура | f8 білий слон · f7 чорний пішак · f6 чорний король · g5 чорний пішак · h5 білий король · c4 білий кінь · b3 біла тура · g3 біла тура · h3 білий слон · c2 білий кінь · c1 чорний слон · e1 чорна тура | f8 білий слон · f7 чорний пішак · f6 чорний король · g5 чорний пішак · h5 білий король · c4 білий кінь · b3 біла тура · g3 біла тура · h3 білий слон · c2 білий кінь · c1 чорний слон · e1 чорна тура | 6 |
| 5 | f8 білий слон · f7 чорний пішак · f6 чорний король · g5 чорний пішак · h5 білий король · c4 білий кінь · b3 біла тура · g3 біла тура · h3 білий слон · c2 білий кінь · c1 чорний слон · e1 чорна тура | f8 білий слон · f7 чорний пішак · f6 чорний король · g5 чорний пішак · h5 білий король · c4 білий кінь · b3 біла тура · g3 біла тура · h3 білий слон · c2 білий кінь · c1 чорний слон · e1 чорна тура | f8 білий слон · f7 чорний пішак · f6 чорний король · g5 чорний пішак · h5 білий король · c4 білий кінь · b3 біла тура · g3 біла тура · h3 білий слон · c2 білий кінь · c1 чорний слон · e1 чорна тура | f8 білий слон · f7 чорний пішак · f6 чорний король · g5 чорний пішак · h5 білий король · c4 білий кінь · b3 біла тура · g3 біла тура · h3 білий слон · c2 білий кінь · c1 чорний слон · e1 чорна тура | f8 білий слон · f7 чорний пішак · f6 чорний король · g5 чорний пішак · h5 білий король · c4 білий кінь · b3 біла тура · g3 біла тура · h3 білий слон · c2 білий кінь · c1 чорний слон · e1 чорна тура | f8 білий слон · f7 чорний пішак · f6 чорний король · g5 чорний пішак · h5 білий король · c4 білий кінь · b3 біла тура · g3 біла тура · h3 білий слон · c2 білий кінь · c1 чорний слон · e1 чорна тура | f8 білий слон · f7 чорний пішак · f6 чорний король · g5 чорний пішак · h5 білий король · c4 білий кінь · b3 біла тура · g3 біла тура · h3 білий слон · c2 білий кінь · c1 чорний слон · e1 чорна тура | f8 білий слон · f7 чорний пішак · f6 чорний король · g5 чорний пішак · h5 білий король · c4 білий кінь · b3 біла тура · g3 біла тура · h3 білий слон · c2 білий кінь · c1 чорний слон · e1 чорна тура | 5 |
| 4 | f8 білий слон · f7 чорний пішак · f6 чорний король · g5 чорний пішак · h5 білий король · c4 білий кінь · b3 біла тура · g3 біла тура · h3 білий слон · c2 білий кінь · c1 чорний слон · e1 чорна тура | f8 білий слон · f7 чорний пішак · f6 чорний король · g5 чорний пішак · h5 білий король · c4 білий кінь · b3 біла тура · g3 біла тура · h3 білий слон · c2 білий кінь · c1 чорний слон · e1 чорна тура | f8 білий слон · f7 чорний пішак · f6 чорний король · g5 чорний пішак · h5 білий король · c4 білий кінь · b3 біла тура · g3 біла тура · h3 білий слон · c2 білий кінь · c1 чорний слон · e1 чорна тура | f8 білий слон · f7 чорний пішак · f6 чорний король · g5 чорний пішак · h5 білий король · c4 білий кінь · b3 біла тура · g3 біла тура · h3 білий слон · c2 білий кінь · c1 чорний слон · e1 чорна тура | f8 білий слон · f7 чорний пішак · f6 чорний король · g5 чорний пішак · h5 білий король · c4 білий кінь · b3 біла тура · g3 біла тура · h3 білий слон · c2 білий кінь · c1 чорний слон · e1 чорна тура | f8 білий слон · f7 чорний пішак · f6 чорний король · g5 чорний пішак · h5 білий король · c4 білий кінь · b3 біла тура · g3 біла тура · h3 білий слон · c2 білий кінь · c1 чорний слон · e1 чорна тура | f8 білий слон · f7 чорний пішак · f6 чорний король · g5 чорний пішак · h5 білий король · c4 білий кінь · b3 біла тура · g3 біла тура · h3 білий слон · c2 білий кінь · c1 чорний слон · e1 чорна тура | f8 білий слон · f7 чорний пішак · f6 чорний король · g5 чорний пішак · h5 білий король · c4 білий кінь · b3 біла тура · g3 біла тура · h3 білий слон · c2 білий кінь · c1 чорний слон · e1 чорна тура | 4 |
| 3 | f8 білий слон · f7 чорний пішак · f6 чорний король · g5 чорний пішак · h5 білий король · c4 білий кінь · b3 біла тура · g3 біла тура · h3 білий слон · c2 білий кінь · c1 чорний слон · e1 чорна тура | f8 білий слон · f7 чорний пішак · f6 чорний король · g5 чорний пішак · h5 білий король · c4 білий кінь · b3 біла тура · g3 біла тура · h3 білий слон · c2 білий кінь · c1 чорний слон · e1 чорна тура | f8 білий слон · f7 чорний пішак · f6 чорний король · g5 чорний пішак · h5 білий король · c4 білий кінь · b3 біла тура · g3 біла тура · h3 білий слон · c2 білий кінь · c1 чорний слон · e1 чорна тура | f8 білий слон · f7 чорний пішак · f6 чорний король · g5 чорний пішак · h5 білий король · c4 білий кінь · b3 біла тура · g3 біла тура · h3 білий слон · c2 білий кінь · c1 чорний слон · e1 чорна тура | f8 білий слон · f7 чорний пішак · f6 чорний король · g5 чорний пішак · h5 білий король · c4 білий кінь · b3 біла тура · g3 біла тура · h3 білий слон · c2 білий кінь · c1 чорний слон · e1 чорна тура | f8 білий слон · f7 чорний пішак · f6 чорний король · g5 чорний пішак · h5 білий король · c4 білий кінь · b3 біла тура · g3 біла тура · h3 білий слон · c2 білий кінь · c1 чорний слон · e1 чорна тура | f8 білий слон · f7 чорний пішак · f6 чорний король · g5 чорний пішак · h5 білий король · c4 білий кінь · b3 біла тура · g3 біла тура · h3 білий слон · c2 білий кінь · c1 чорний слон · e1 чорна тура | f8 білий слон · f7 чорний пішак · f6 чорний король · g5 чорний пішак · h5 білий король · c4 білий кінь · b3 біла тура · g3 біла тура · h3 білий слон · c2 білий кінь · c1 чорний слон · e1 чорна тура | 3 |
| 2 | f8 білий слон · f7 чорний пішак · f6 чорний король · g5 чорний пішак · h5 білий король · c4 білий кінь · b3 біла тура · g3 біла тура · h3 білий слон · c2 білий кінь · c1 чорний слон · e1 чорна тура | f8 білий слон · f7 чорний пішак · f6 чорний король · g5 чорний пішак · h5 білий король · c4 білий кінь · b3 біла тура · g3 біла тура · h3 білий слон · c2 білий кінь · c1 чорний слон · e1 чорна тура | f8 білий слон · f7 чорний пішак · f6 чорний король · g5 чорний пішак · h5 білий король · c4 білий кінь · b3 біла тура · g3 біла тура · h3 білий слон · c2 білий кінь · c1 чорний слон · e1 чорна тура | f8 білий слон · f7 чорний пішак · f6 чорний король · g5 чорний пішак · h5 білий король · c4 білий кінь · b3 біла тура · g3 біла тура · h3 білий слон · c2 білий кінь · c1 чорний слон · e1 чорна тура | f8 білий слон · f7 чорний пішак · f6 чорний король · g5 чорний пішак · h5 білий король · c4 білий кінь · b3 біла тура · g3 біла тура · h3 білий слон · c2 білий кінь · c1 чорний слон · e1 чорна тура | f8 білий слон · f7 чорний пішак · f6 чорний король · g5 чорний пішак · h5 білий король · c4 білий кінь · b3 біла тура · g3 біла тура · h3 білий слон · c2 білий кінь · c1 чорний слон · e1 чорна тура | f8 білий слон · f7 чорний пішак · f6 чорний король · g5 чорний пішак · h5 білий король · c4 білий кінь · b3 біла тура · g3 біла тура · h3 білий слон · c2 білий кінь · c1 чорний слон · e1 чорна тура | f8 білий слон · f7 чорний пішак · f6 чорний король · g5 чорний пішак · h5 білий король · c4 білий кінь · b3 біла тура · g3 біла тура · h3 білий слон · c2 білий кінь · c1 чорний слон · e1 чорна тура | 2 |
| 1 | f8 білий слон · f7 чорний пішак · f6 чорний король · g5 чорний пішак · h5 білий король · c4 білий кінь · b3 біла тура · g3 біла тура · h3 білий слон · c2 білий кінь · c1 чорний слон · e1 чорна тура | f8 білий слон · f7 чорний пішак · f6 чорний король · g5 чорний пішак · h5 білий король · c4 білий кінь · b3 біла тура · g3 біла тура · h3 білий слон · c2 білий кінь · c1 чорний слон · e1 чорна тура | f8 білий слон · f7 чорний пішак · f6 чорний король · g5 чорний пішак · h5 білий король · c4 білий кінь · b3 біла тура · g3 біла тура · h3 білий слон · c2 білий кінь · c1 чорний слон · e1 чорна тура | f8 білий слон · f7 чорний пішак · f6 чорний король · g5 чорний пішак · h5 білий король · c4 білий кінь · b3 біла тура · g3 біла тура · h3 білий слон · c2 білий кінь · c1 чорний слон · e1 чорна тура | f8 білий слон · f7 чорний пішак · f6 чорний король · g5 чорний пішак · h5 білий король · c4 білий кінь · b3 біла тура · g3 біла тура · h3 білий слон · c2 білий кінь · c1 чорний слон · e1 чорна тура | f8 білий слон · f7 чорний пішак · f6 чорний король · g5 чорний пішак · h5 білий король · c4 білий кінь · b3 біла тура · g3 біла тура · h3 білий слон · c2 білий кінь · c1 чорний слон · e1 чорна тура | f8 білий слон · f7 чорний пішак · f6 чорний король · g5 чорний пішак · h5 білий король · c4 білий кінь · b3 біла тура · g3 біла тура · h3 білий слон · c2 білий кінь · c1 чорний слон · e1 чорна тура | f8 білий слон · f7 чорний пішак · f6 чорний король · g5 чорний пішак · h5 білий король · c4 білий кінь · b3 біла тура · g3 біла тура · h3 білий слон · c2 білий кінь · c1 чорний слон · e1 чорна тура | 1 |
|   | a | b | c | d | e | f | g | h |   |

FEN: 5B2/5p2/5k2/6pK/2N5/1R4RB/2N5/2b1r3
1. S2e3! ~ 2. Rf3, Rb6, Sd5#
1. ... Bxe3 2. Rb6+ Bxb6 3. Rf3#
1. ... Rxe3 2. Rf3+  Rxf3  3. Rb6#